# Тесленко, Архип Ефимович
Архип Ефимович Тесленко (укр. Архип Юхимович Тесленко; 18 февраля (2 марта) 1882, Харьковцы, Лохвицкий уезд, Полтавская губерния — 15 (28) июня 1911, там же) — украинский писатель.

## Биография
Родился в бедной крестьянской семье. Учился в Харковецкой церковной учительской школе, из которой был исключён за «вольнодумство». Служил писарем в волости, затем у нотариуса. Начал печататься в 1904 году. За агитацию среди крестьян (в 1905—1906) дважды был арестован и сослан на 4 года. По возвращении (в 1909) опубликовал ряд произведений.
В 1910 году вернулся в родное село, где больной чахоткой и изнурённый арестами и ссылками, вскоре умер. Значительная часть рассказов Тесленко издана после его смерти.
Основная тема его произведений, исполненных пессимизма — трагедия многих крестьян в начале XX века, когда рушился традиционный уклад жизни и многие не могли себе найти места в новых капиталистических отношениях.
Архип Тесленко начал писать стихи на русском языке 1902 года, потом перешел на украинский.
Первые рассказы, написанные в 1904 году, были напечатаны в 1906 году в журнале «Новая Громада» и газетах «Общественное мнение» и «Совет». Позже Архип Тесленко печатал рассказы и заметки из крестьянской жизни также в газете «Деревня» и журнале «Свет».
Ряд рассказов Тесленко - «За пашпортом», «Хуторяночка», «Радости», «Наука», «Школьник» (1906 год) - посвящена изображению бедного и бесправного жизни украинского крестьянства при царизме. Тематически близкие к названным автобиографическим рассказам: «Нет мамы», «Погоняй до ямы!» (1910), «Что бы с меня было» (1911); тоже на собственном опыте написаны тюремные рассказы: «На чужбине», «В тюрьме» (1910). В рассказах «Любовь к ближнему», «У схимника» (1906) изображен служитель официального православия. Одним из лучших произведений Тесленко является повесть «Страченая жизнь» (1910), в которой на фоне жизни бедной крестьянской семьи показана судьба девушки-учительницы, доведенной условиям жестокой действительности к самоубийству.
Критика своевременно заметила выдающийся талант Архипа Тесленко и живой язык повествования, в которой присутствуют традиции рус. классики (в частности Марка Вовчка) с элементами импрессионизма, тюремные и некоторые другие рассказы Тесленко языком и манерой повествования близки к ранним рассказам Владимира Винниченко.
Произведения Тесленко переиздавались много раз. Самые полные издания: «Из книги жизни» (1912, 1918, 1925), «Полное собрание сочинений» (1928), «Сочинения» (1956) и др.

## Память
В селе Харьковцы основан литературно-мемориальный музей писателя.
В советской Алма-Ате, многие годы существовала улица, названная его именем.
В райцентре Лохвице в 1974 году перед районным Домом культуры открыт памятник Архипу Тесленко.
На доме в Киеве, где в 1905-1909 годах жил Архип Тесленко 19.09.1964 была установлена мемориальная доска (гранит; архитектор И. И. Макушенко).